# Дорнбирн (округ)
Дорнбирн (нем. Bezirk Dornbirn) — округ в Австрии. Центр округа — город Дорнбирн. Округ входит в федеральную землю Форарльберг. Занимает площадь 172,37 км². Плотность населения 463 человек/кв.км.
Официальный код округа AT342.
В округе находятся высокогорные озёра Блауэр-Зе и Зюнзер-Зе.

## Города и ярмарки
Города
1. Дорнбирн (44 227)
2. Хоэнемс (14 615)

Ярмарки
1. Лустенау (20 950)